# Audi R10

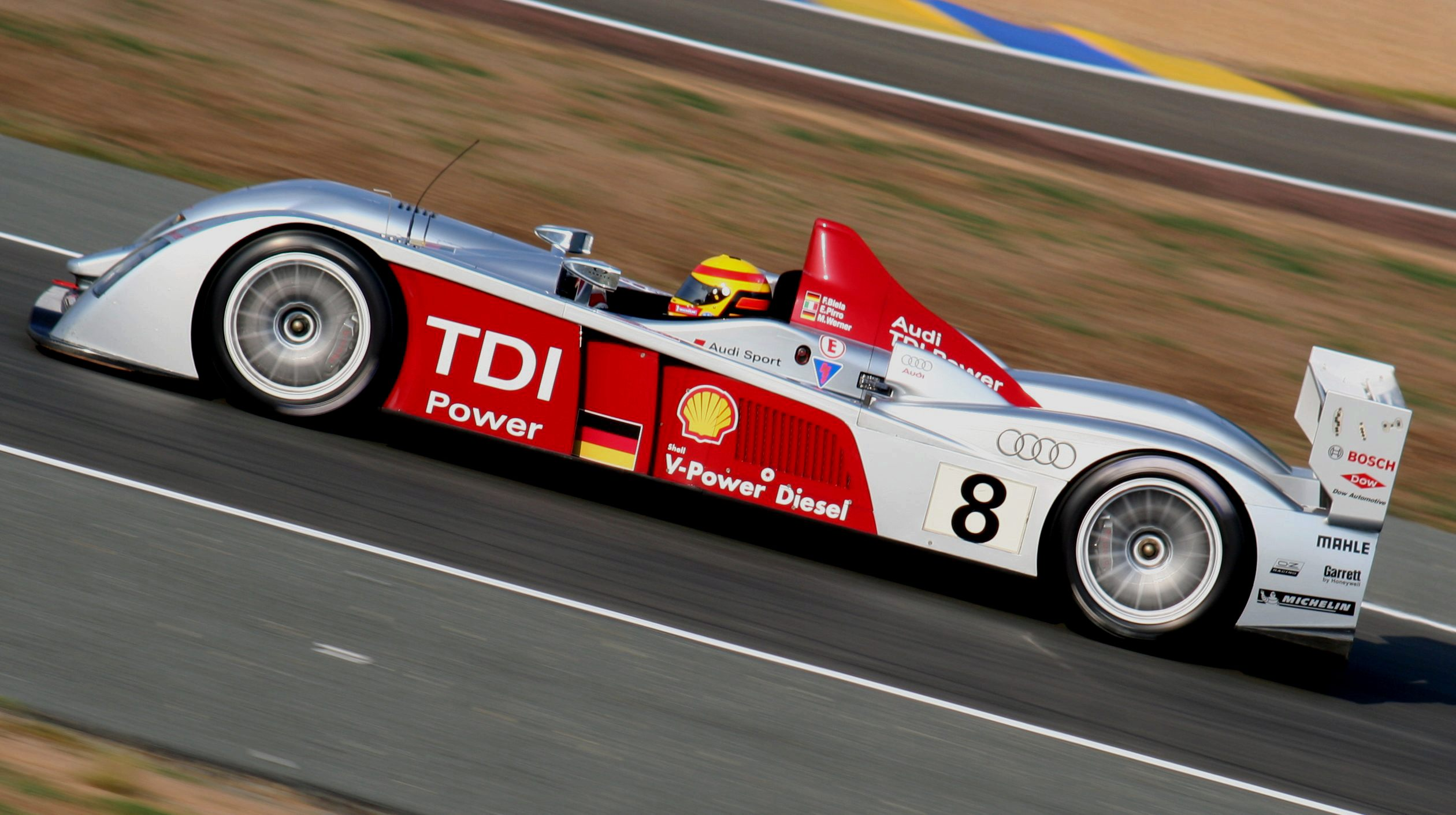
Audi R10

De Audi R10 is een sportwagen van het Duitse automerk Audi.
In 2005 werd de Audi R10 als opvolger van de R8 voorgesteld. De R10 is voorzien van een 5,5-liter V12 TDI turbo diesel. Deze is goed voor een vermogen dat geschat wordt op 485 kW/ 650 pk en 1100 Nm koppel.
De R10 werd in 2006 winnaar van de 24 uur van Le Mans. Het is de eerste overwinning van een raceauto aangedreven door een dieselmotor in zijn soort. In 2007 en 2008 won de R10 opnieuw de 24 uur van Le Mans.

## 2009
Vanaf 2009 komt het fabrieksteam van Audi niet uit met de R10. Het team rijdt met de nieuwe R15. De R10 komt echter nog wel in actie tijdens de Le Mans Series en de 24 uur van Le Mans, maar het zal gaan om auto's van het "klantenteam" van Kolles. De Nederlanders Christijan Albers en Charles Zwolsman rijden voor dit team.

## 2010
Het Kolles-team komt in 2010 opnieuw uit met de R10. Tijdens de 24 uur van Le Mans is ook Christijan Albers weer coureur voor het team.

## Technische specificaties
| Type voertuig   | Le Mans Prototype (LM P1) |
| Carrosserie     | Carbonfiber met aluminium monocoque |
| Motor           | 5,5l aluminium V12, blokhoek: 90°, 4 kleppen per cilinder, dubbele bovenliggende nokkenassen, commonrail-dieselinjectie, per cilinderrij één Garrett turbolader met 2,94 bar maximale turbodruk, Bosch MS14 motormanagement, 2 dieselpartikelfilters |
| Motorvermogen   | > 650 pk |
| koppel          | > 1.100 Nm tussen ongeveer 3000 tot 5000 tpm |
| Minimum gewicht | 925 kg |

## Behaalde resultaten in 2006-2008
- 18 maart 2006, Overwinning op 54e 12 uren van Sebring. Dit was de eerste officiële race voor de R10 en eerste ronde van de American Le Mans Series (ALMS) in 2006. Ronde 2 t/m 4 werd er gereden met de R8.
- 18 juni 2006, Overwinning op de 24 uur van Le Mans.
- 15 juli 2006 , Overwinning in Salt Lake City, Utah, 5e ronde van de ALMS
- 22 juli 2006, Overwinning op de Portland International Raceway, Ronde 6 van de ALMS
- 20 augustus 2006, Overwinning op Road America, Elkhart Lake. 7e ronde van de ALMS
- 3 september 2006, Overwinning op Mosport, Canada, 8e ronde van de ALMS.
- 15 juni 2008, Overwinning op de 24 uur van Le Mans.